# Dobšiná
Dobšiná (în germană Dobschau, în maghiară Dobsina) este un oraș din Slovacia cu 5.125 locuitori.

## Demografie
| An:                | 1994 | 2004   | 2014    | 2024   |
| ------------------ | ---- | ------ | ------- | ------ |
| Număr de persoane: | 4695 | 5103   | 5671    | 5169   |
| Diferență:         |      | +8,69% | +11,13% | −8,85% |

| An:                | 2023 | 2024   |
| ------------------ | ---- | ------ |
| Număr de persoane: | 5154 | 5169   |
| Diferență:         |      | +0,29% |